# Temple protestant de Sedan
Le temple protestant de Sedan est un édifice religieux situé 1 rue de Metz à Sedan, dans les Ardennes. La paroisse est membre de l'Église protestante unie de France.

## Histoire

### Le grand temple 1562-1685

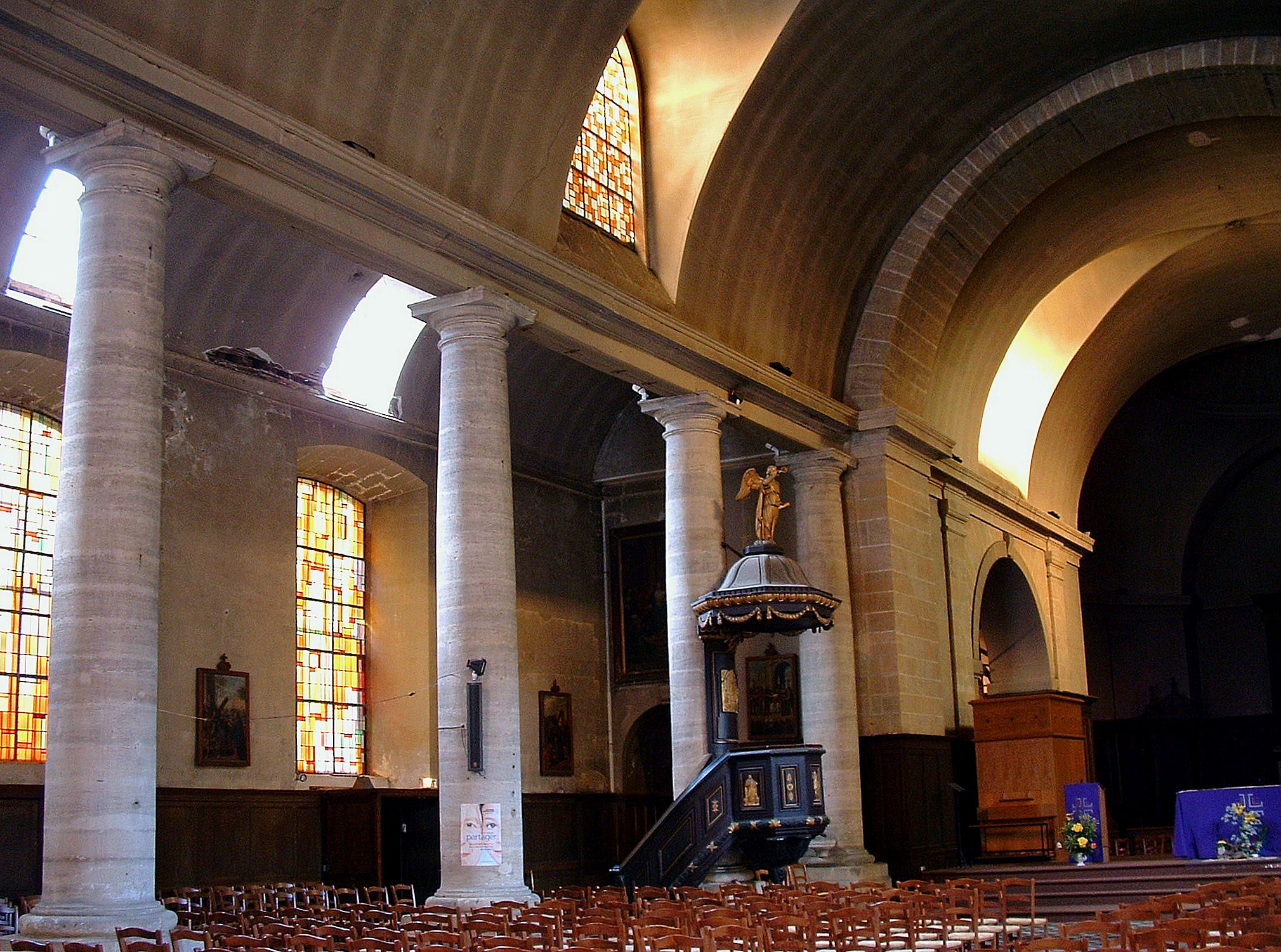
Nef de l'ancien temple de l'église Saint-Charles-Borromée de Sedan

La principauté de Sedan est une entité indépendante du royaume de France jusqu'en 1642. Après les massacres de la Saint-Barthélemy, de nombreux Huguenots persécutés s'exilent et font de Sedan une ville du Refuge protestantisme. En 1562, après le massacre de Wassy par les troupes catholiques du duc de Guise, Henri-Robert de La Marck, prince de Sedan, et sa femme Françoise de Bourbon-Vendôme passent à la Réforme protestante.
Au décès du prince en 1574, Françoise de Bourbon devient régente de la principauté de Sedan.  En 1577, elle fonde le collège des humanité, qui devient ensuite l'Académie de Sedan et forme de nombreux pasteurs calvinistes. Sa sœur Charlotte de Montpensier quitte l'abbaye Notre-Dame de Jouarre, se convertit au protestantisme et épouse Guillaume Ier d'Orange-Nassau, prince d'Orange, comte de Nassau, burgrave d'Anvers, stathouder de Hollande, et fondateur des Provinces-Unies. L'église catholique de Saint-Laurent (détruite en 1799) sert à des services de simultaneum, accueillant les deux confessions chrétiennes, catholique et réformé.
En 1573, l'héritière Charlotte de La Marck, fille d'Henri-Robert de La Marck et de Françoise de Bourbon-Vendôme, et son époux Henri de La Tour d'Auvergne, duc de Bouillon et vicomte de Turenne, font construire le temple neuf de Sedan, sur le modèle du temple de Charenton.
La ville devient une petite Genève. Parmi les réfugiés protestants, on compte les pasteurs Guy de Brès, Pierre Du Moulin, Pierre Jurieu, mais aussi Nicaise Le Febvre, Philippe Duplessis-Mornay, Anne d'Alègre et son fils Guy XX de Laval, Elisabeth de Hauteville, épouse d'Odet de Coligny, les filles de Sully (Maximilien de Béthune), Jean Errard, Pierre Pithou, Louis de Bourbon- Soissons, Frédéric V du Palatinat et les descendants de Francesco Burlamacchi.
En 1641 a lieu la bataille de la Marfée, qui voit la victoire des Sedanais face aux troupes du roi de France dirigées par Gaspard III de Coligny. Frédéric-Maurice de La Tour d'Auvergne participe à la conspiration de Cinq-Mars contre le cardinal de Richelieu en 1642. La principauté de Sedan est alors rattachée à la France. En 1644, par l'édit de Rueil, Louis XIV reconnait aux Sedanais et aux réformés toutes leurs franchises et libertés. 
En 1681, l'Académie de Sedan est supprimée. Pierre Jurieu, professeur de théologie et d’hébreu se réfugie à Rotterdam où il devient pasteur de l’église wallonne, de même que Jacques Basnage de Beauval et Pierre Bayle. En 1685, l'édit de Fontainebleau révoque l'édit de Nantes. La religion réformée est interdite dans le royaume de France - les dragonnades poursuivent les protestants. Le grand temple est transformé en église catholique. Un chœur et deux chapelles latérales lui sont ajoutés : elle devient l'église Saint-Charles-Borromée de Sedan.

### Le temple neuf 1803-1930
En 1669, est construite l'église du Couvent des Filles de la propagation de la Foi, où les filles des familles protestantes sont emprisonnées et rééduquées catholiques. Les cultes sont célébrés dans la forêt de Sedan, c'est la période du Désert.
Lors de la Révolution française, le couvent est sécularisé et devient une gendarmerie. La liberté de culte est rétablie avec la Déclaration des droits de l'homme et du citoyen de 1789. Les manufacturiers protestants de Sedan financent une Société de Bienfaisance en soutien à la communauté réformée.
En 1802, l'empereur Napoléon signe les articles organiques organisant le protestantisme en consistoires luthériens et réformés, dans le cadre du régime concordataire français. En 1803, le ministre des cultes, Jean-Étienne-Marie Portalis, confie l'ancienne église aux fidèles protestants. Les bâtiments conventuels deviennent école et orphelinat sous le pasteur Fontbonne-Duvernet.
Après l'inauguration d'un second temple en 1887, le temple sert pour des réunions et pour l’enseignement religieux. Il est démoli en 1930.

### Le temple Goulden 1887-aujourd'hui

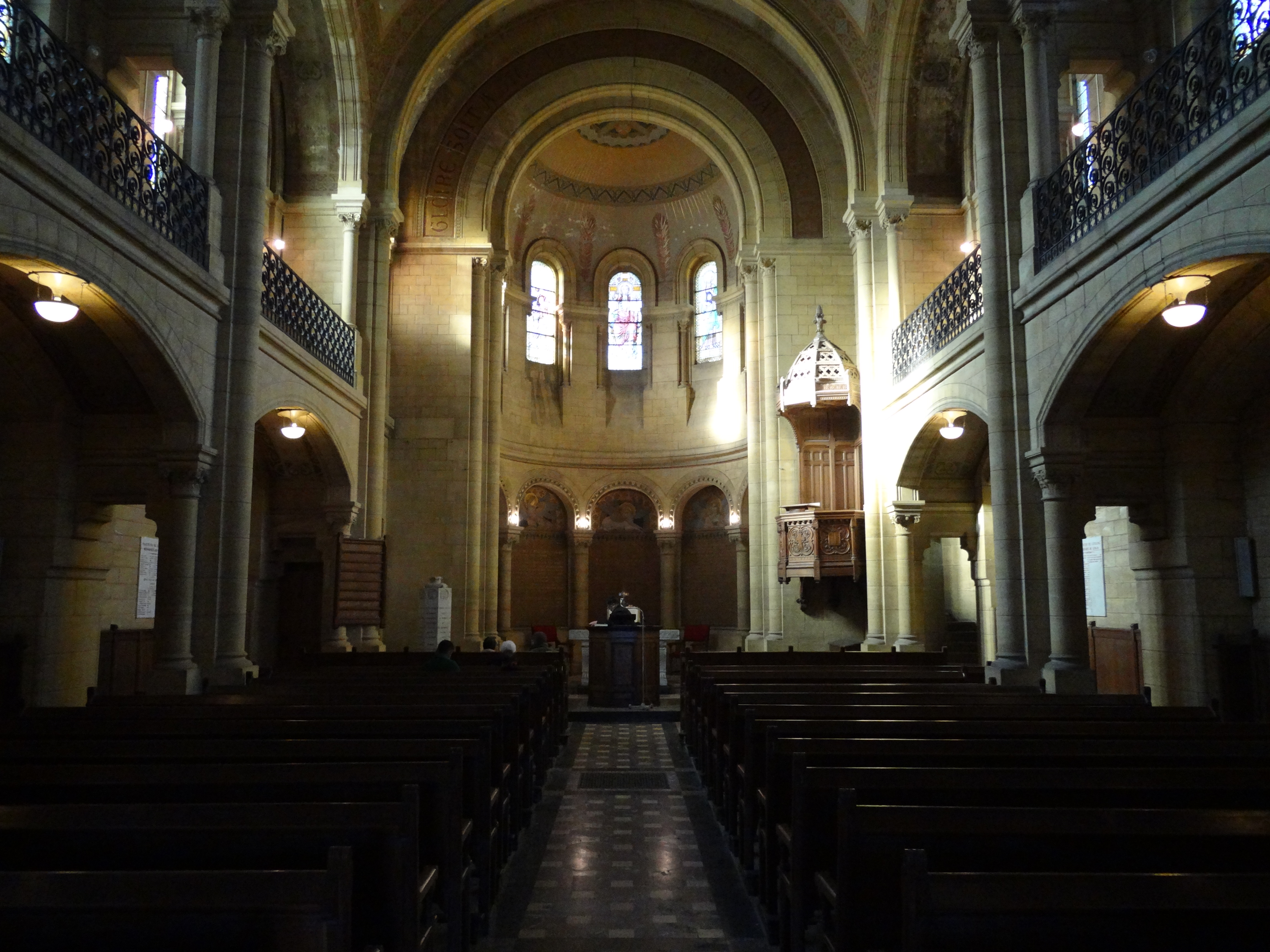
La nef du temple actuel.

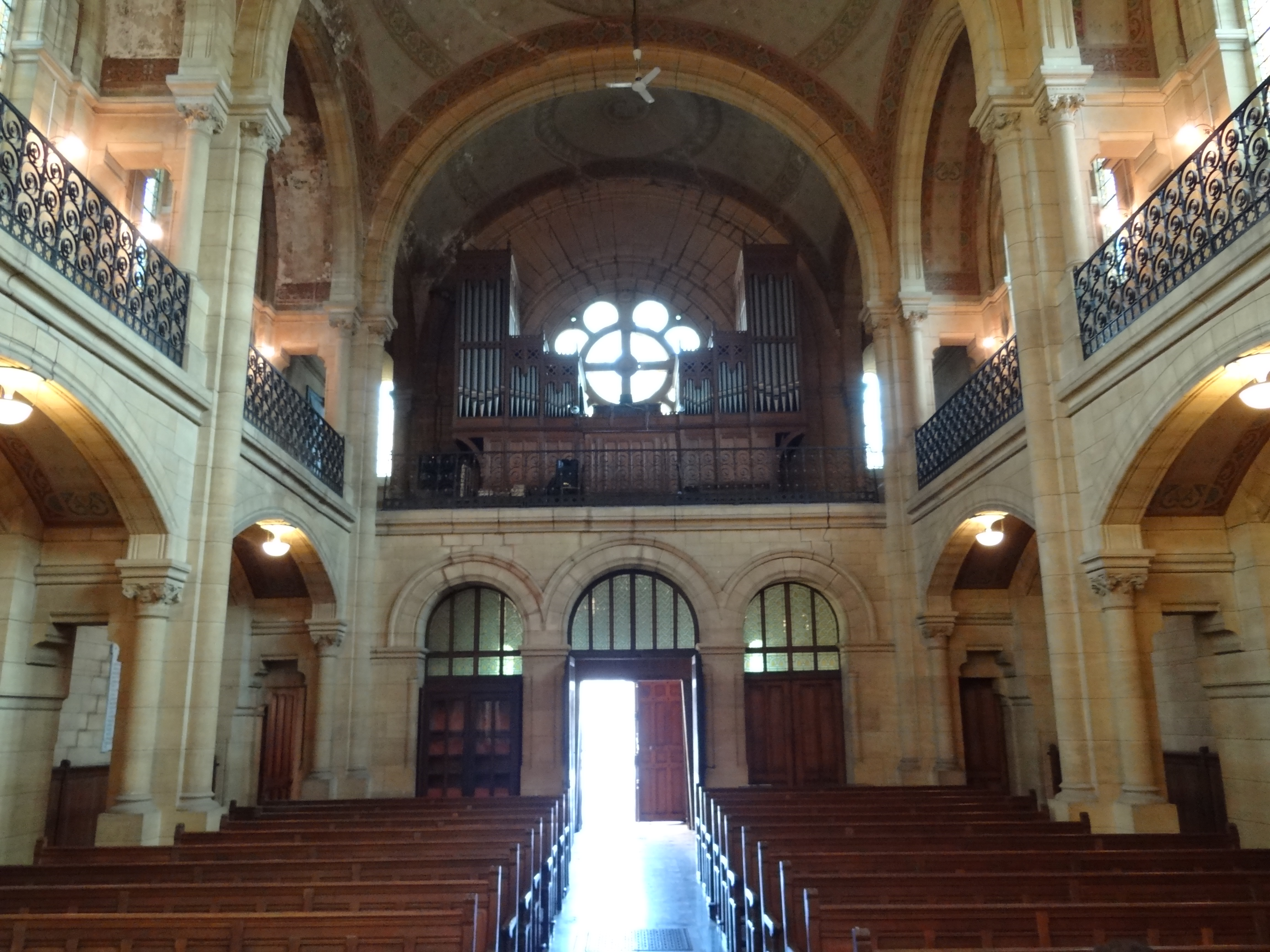
La nef du temple actuel.

La guerre franco-allemande de 1870, marquée par la bataille de Sedan, se solde par la séparation de l'Alsace-Lorraine, territoire qui rejoint l'Empire allemand. De nombreux immigrés alsaciens trouvent refuge à Sedan et s'intègrent dans la communauté protestante.
En 1896, le pasteur Goulden décide d'élever un nouveau temple, plus grand. Il achète un terrain sur la place d'Alsace-Lorraine, établie à l'emplacement des anciennes fortifications démolies après 1875. Le temple monumental est construit en style romano-byzantin, sur les plans de l'architecte Henri Couty.

## Description
Des vitraux de style byzantin représentent le Christ, les quatre évangélistes et l’apôtre Paul.  La nef centrale sous trois coupoles est séparée des bas-côtés par des colonnes latérales supportant les tribunes. À l’extérieur, le portail est abrité par un porche flanqué de doubles colonnes. La rosace qui le surmonte est protégée par un fronton ajouré. Le clocher à quatre lanterneaux est accolé à droite de l’édifice dédicacé en 1896. Un presbytère et une école à 3 classes sont adjoints au temple.